# صلاد غبيري كديي
صلاد غبيري كديي (1933 - 3 يوليو 1972) (بالصومالية: Salaad Gabeyre Kediye)‏ المعروف أيضا باسم صلاح غافير كيدي، هو مسؤول عسكري صومالي وثوري.

## مسيرته
تلقى تدريبا عسكريا في أكاديمية فرونزي العسكرية في موسكو (Военная академия им М. В. Фрунзе)، وهي مؤسسة نخبة سوفييتية مخصصة للضباط الأكثر تأهيلا من جيوش حلف وارسو وحلفائهم. وفي وقت لاحق، تحصل على رتبة جنرال في الجيش الصومالي (SNA).